# Famille du Gaillard
La famille du Gaillard est une famille noble originaire de Meurthe-et-Moselle, possessionnée en Moselle, anoblie en 1513 et éteinte en 1795. 

## Historique
Gravissant progressivement les échelons, les du Gaillard seront successivement au service des évêchés de Toul, Metz et Verdun, seigneurs d'Albestroff, barons puis comtes de Hellimer, en Lorraine.
Georges du Gaillard (1552-1596), capitaine de la garde de l'évêché, obtient la seigneurie d'Albestroff, alors sous l'autorité de l'évêché, et en devient le capitaine châtelain le 22 février 1584,.
Hellimer est érigé en comté le 9 avril 1765 par Stanislas Leszczynski (1677-1766), dernier duc de Lorraine et beau-père de Louis XV. Le village passe alors progressivement du Saint Empire Germanique à la Couronne française et devient territoire français en 1766. En 1790, Hellimer est le chef-lieu d'un canton du district de Sarreguemines qui est supprimé en 1801.

## Armes

Premier blason des Gaillard
Blason des barons du Gaillard

Les Gaillard portèrent : 
Comme anoblis : D'or à trois tertres de sinople,posés deux et un, l'écu bordé de gueules.
Puis : 
comme barons et comtes : De gueules à trois besants mal ordonnés d'or, chapé d'un fascé d'argent et d'azur de 6 pièces.
Ces dernières armes sont devenues celles de la commune de Hellimer, avec comme différence le fait que le triangle rouge ne touche pas le sommet du blason (chapé <> mantelé).

## Descendance de Nicolas Gaillard
Les personnalités de la famille du Gaillard, et notamment la descendance de Nicolas Gaillard, sont connus par les travaux du généalogiste Ambroise Pelletier dans son ouvrage Nobiliaire ou Armorial général de la Lorraine et du Barrois.
- Nicolas Gaillard (1480-1546), originaire de Haraucourt (Meurthe-et-Moselle). Valet de chambre de l'évêque de Toul, il est anobli par Antoine Ier « le bon » (1489-1544), duc de Lorraine, le 10 novembre 1513 « par la bonne vie et honneste conversation dont il a esté dès le temps de sa jeunesse, au moyen de quoi feu notre cousin l'évêque de Toul, comte de Blâmont, le print en son service ». Il est ensuite argentier des évêques de Metz et Verdun. Il épouse Barbe.
  - Louis du Gaillard (1523-1561) prend la succession de son père au service des évêques de Metz et Verdun. Il est nommé chancelier de l'évêque de Metz à Vic. Il épouse Lucie Ferriet (1525-1581).
    - Georges I du Gaillard (1552-1596), capitaine de la garde de l'évêché, il obtient la seigneurie d'Albestroff et en devient le capitaine châtelain le 22 février 1584. Il épouse Diane de Beaufort (1551-1625).
      - Georges II du Gaillard (1575-1635) hérite de la châtellenie d'Albestroff à la mort de son père. Il achète la seigneurie de Hellimer le 22 décembre 1622 au baron Guillaume Marzloff de Braubach (1560-1633)[6], seigneur de Dillingen, alors propriétaire de nombreuses seigneuries dans la région[a]. Cependant, il n'entre en possession de son fief qu'à partir du 23 février 1630. Il est élevé au rang de « Baron libre du Saint Empire » par un diplôme daté du 12 novembre 1629 par l'empereur Ferdinand II de Habsbourg (1578-1637). Il épouse Gertrude Liégeois d'Hofflize (1575-1650).
        - Jean Nicolas du Gaillard (1600-1656), baron de Hellimer, seigneur de Diffembach et Ackerbach (1635-1656). Il hérite de la baronnie à la mort de son père en 1635. Il meurt sans descendance, le titre est transmis à son frère cadet.
        - George Benjamin du Gaillard (1612-1663), baron de Hellimer, seigneur de Diffembach et Ackerbach (1656-1663). Il hérite de la baronnie le 4 septembre 1656 à la suite de la mort de son frère ainé Jean Nicolas. Il épouse Marie Charlotte de Bouzey (1624-1699).
          - Julien François du Gaillard (1653-1720), seigneur en partie d'Hellimer et de Diffembach[7]. À la mort de son père, il n'est âgé que de dix ans. Il n'entrera en possession du titre que lors de sa majorité à l'âge de vingt ans. Il épouse Charlotte de Moinot (1660-1713).
            - Claude du Gaillard (1685-1779), capitaine d'infanterie au régiment de Lafond. Baron (1720-1765) puis comte de Hellimer, Diffembach et Ackerbach (1765-1779). Hellimer est érigé en comté le 9 avril 1765. Il épouse Marie Anne Rousselot d'Hédival (1690-1761).
              - Antoine Philippe du Gaillard (1721-1785), comte de Hellimer, Diffembach et Ackerbach (1779-1785). Il est l'artisan local du passage à l'autorité française à la suite du rattachement du duché de Lorraine à la France.
              - Gabriel Claude Pleickart du Gaillard (1726-1795), dernier comte de Hellimer, Diffembach et Ackerbach (1785-1789). Lorsque, à la Révolution française, est promulguée l'abolition des privilèges, la famille du Gaillard perd ses possessions. Le comté est alors monté en commune. Ackerbach reste rattaché à Hellimer mais Diffembach devient commune indépendante. Il épouse Marie Françoise Bourcier de Villers (1726-1779).
                - Pierre Théodore Alexandre du Gaillard (1764-1795), baron de Hellimer. Il est avec son père représentant de la noblesse du bailliage de Dieuze pour Hellimer aux États généraux de 1789.

              - Marie Charlotte du Gaillard (1725-1808), comtesse de Hellimer. Elle épouse Balthazard de Schauenbourg (1716-1788), général des armées royales.
                - Alexis Balthazar Henri Schauenburg (1748-1831), né à Hellimer, baron de Geudertheim (67). Général, son nom figure sur l'un des piliers de l'arc de Triomphe de Paris.

## Extinction
La famille du Gaillard s'éteint en 1795. Gabriel Claude Pleickart sera le dernier comte de Hellimer. Ses trois fils, Charles Claude Gabriel (1762-1795), Pierre Théodore Alexandre et Philippe Antoine Plaickard (1766-1795), mourront tous les trois cette même année. Pierre Théodore, lors de la bataille de Hambourg en Allemagne, et ses deux frères de la fièvre jaune après leur émigration vers la colonie britannique de Saint-Domingue.

## Pour approfondir